# Thaumalea idahoensis
Thaumalea idahoensis is een muggensoort uit de familie van de bronmuggen (Thaumaleidae). De wetenschappelijke naam van de soort is voor het eerst geldig gepubliceerd in 1994 door Arnaud and Boussy.